# Work (Kelly-Rowland-Lied)
Work ist ein Lied der US-amerikanischen Popsängerin Kelly Rowland aus dem Jahr 2007.

## Entstehung
Work ist mit Comeback eines der zwei Lieder, die in der Zusammenarbeit mit Scott Storch entstanden und für die Originalversion von Ms. Kelly, My Story zusammen mit acht neuen Liedern aufgenommen wurde. In einem gemieten Studio begannen Rowland, Storch und dessen Schüler Jason Boyd an Ideen für ein Lied zu arbeiten, dabei verwendeten sie ein Instrumental Storchs. Nachdem der Großteil des Liedtextes nach einer Nacht in einem Club entstand, wurde Work, das ursprünglich den Titel Put It In tragen sollte, „innerhalb von 20 Minuten“ fertiggestellt, so Rowland. Die Gesangsaufnahmen fanden am darauffolgenden Tag statt.
In einem Interview mit I Like Music erzählte Kelly Rowland:

„Ich hatte viel Spaß... Ich war im Studio mit Scott Storch und wir wollten ein Partylied schreiben. Ein Lied, das einen aufstehen und tanzen lässt. Also gingen wir aus und feierten in einem Club. Da haben wir die Inspiration für Work her.“

## Veröffentlichung
Obwohl Work ursprünglich als Leadsingle des Albums dienen sollte, wurde das von Polow da Don produzierte Like This als Single veröffentlicht. Rowland hatte das Gefühl, Work habe kein Hit-Potential, da sie einige negative Blogeinträge gelesen hatte, nachdem erste Schnipsel des Lieds im Internet auftauchten. Das komplette Lied leakte im Mai 2007, woraufhin es von verschiedenen Künstlern neu abgemischt, darunter Steve Pitron, Max Sanna und den bekannteren Freemasons, deren Version letztendlich für die Singleveröffentlichung verwendet wurde. „Ich bin den Freemasons sehr dankbar, dass sie das Lied neu abgemischt haben. Man braucht immer neue Ideen und der Remix gibt dem Lied neuen Pepp.“
Die Erstveröffentlichung von Work erfolgte als Teil von Rowlands zweiten Studioalbum Ms. Kelly am 22. Juni 2007 bei Columbia Records (Katalognummer: 88697110292). Am 18. Januar 2008 erschien das Lied als dritte Singleauskopplung aus dem Album. Diese erschien zunächst als digitale Remix-Single, die unter anderem den sogenannten „Freemasons Radio Edit“ enthält. Dieser ist auch auf der „Deluxe Edition“ zu Ms. Kelly zu finden, die am 9. Mai 2008 erschien (Katalognummer: 88697288112).

## Inhalt
Work ist ein Up-tempo-Song mit Einflüssen von Funk- und GoGo-Musik. Das Lied ist in E-Moll geschrieben, hat ein Tempo von 104 Beats pro Minute und folgt der klassischen Strophen-Refrain-Form.
Rowland beschrieb das Lied als „eigentlich sehr unschuldig“, aber „vielleicht ein bisschen aggressiv. Alles was ich damit sagen will, ist, dass wenn jemand nur redet aber nichts tut, dann soll derjenige es erst gar nicht versuchen.“ Es ginge um „eine Frau, die sich nicht leicht erobern lässt und der Mann sich anstrengen soll.“

## Musikvideo
Das Musikvideo zu Work wurde am 26. Juli 2007 in Los Angeles, Kalifornien gedreht. Gleichzeitig wurde das Video zur Single Comeback gedreht. Regisseur der beiden Videos war Philip Andelman.
Die Premiere des Videos sollte ursprünglich zusammen mit dem Video zu Ghetto am 17. September 2007 stattfinden, diese Pläne wurden aber nicht in die Tat umgesetzt, da es einige Verwirrung gab, welche Single die nächste sein sollte, denn die Künstlerin hatte drei unveröffentlichte Videos. Nachdem das Plattenlabel den Premierentermin für das Video auf den 22. Oktober gelegt hatte, wurde dieser erneut verschoben, bis die Premiere letztendlich am 5. Dezember 2007 auf der Webseite So Urban erfolgte.
Das Musikvideo wurde dem Freemasons Remix von Work angeglichen und zeigt Kelly Rowland und ihre Tänzerinnen vor mehreren unterschiedlich farbigen Hintergründen tanzen und singen. Das Video enthält außerdem einige Nahaufnahmen Rowlands und Choreographien. Außerdem auffällig ist der Einsatz von Leuchtstoffröhren, die mitten im Raum stehen oder auch als Leuchtkonstruktionen an den Wänden hängen. Das Video ist auch auf der 2-Track-Single von Work enthalten.

## Mitwirkende
Die folgenden Personen trugen zur Entstehung des Lieds Work bei.
- Songwriting: Kelly Rowland, Jason Boyd, Scott Storch
- Produktion: Scott Storch
- Gesang: Kelly Rowland
- Tontechnik: Conrad Golding, Rommel Nino Villanueva, Vadim Chislov
- Abmischung: Jason Goldstein, Christian Baker

## Rezeption
Im Gegensatz zum Großteil der eher langsamen Balladen auf Ms. Kelly ist Work ein schnelleres Lied und wurde für seine Tanzbarkeit gelobt. Mark Edward Nero nannte Work ein „exzellentes, an Destiny’s Child erinnerndes Lied, das Kelly Rowlands stimmliche Defizite ausgezeichnet hinter einem aufsehenerregenden Beat versteckt.“ Gemma Padley vom BBC verglich das Lied mit den Stücken Bug A Boo und Lose My Breath von Destiny’s Child und lobte den „zackigen Gesang“ und den tanzbaren Rhythmus. Akuma nennt Work und Like This, „Partybanger“, die „zeigen, wie ein heutiges R&B-Album klingen muss.“
Benjamin Buntzel, Laut, kritisierte die Ähnlichkeit zu Destiny’s Child. Er schrieb, es komme einem vor, „als sei man dem ein oder anderen Rhythmus schon in einem billigen R'n'B-Schuppen über den Weg gelaufen.“

## Kommerzieller Erfolg

### Chartplatzierungen
| ChartsChartplatzierungen     | Höchstplatzierung | Wochen |
| ---------------------------- | ----------------- | ------ |
| Deutschland (GfK)            | 25 (11 Wo.)       | 11     |
| Österreich (Ö3)              | 32 (12 Wo.)       | 12     |
| Schweiz (IFPI)               | 8 (22 Wo.)        | 22     |
| Vereinigtes Königreich (OCC) | 4 (26 Wo.)        | 26     |

| ChartsJahrescharts (2008)    | Platzierung |
| ---------------------------- | ----------- |
| Schweiz (IFPI)               | 52          |
| Vereinigtes Königreich (OCC) | 52          |

### Auszeichnungen für Musikverkäufe
| Land/Region                  | Auszeichnungen für Musikverkäufe (Land/Region, Auszeichnung, Verkäufe) | Verkäufe |
| ---------------------------- | ---------------------------------------------------------------------- | -------- |
| Australien (ARIA)            | Platin                                                                 | 70.000   |
| Neuseeland (RMNZ)            | Gold                                                                   | 7.500    |
| Vereinigtes Königreich (BPI) | Gold                                                                   | 400.000  |
| Insgesamt                    | 2× Gold · 1× Platin ·                                                  | 477.500  |